# بارویک (کنتاکی)
بارویک (به انگلیسی: Barwick) یک منطقهٔ مسکونی در ایالات متحده آمریکا است که در شهرستان بریثیت، کنتاکی واقع شده‌است. بارویک ۲۴۴٫۱۵ متر بالاتر از سطح دریا واقع شده‌است.